# Kafue
Kafue (anglicky Kafue River) je řeka v Zambii. Je 1576 km dlouhá.

## Průběh toku
Pramení na rozvodní planině mezi řekami Kongo a Zambezi. Teče převážně v nízkých bažinatých březích. Na středním toku protíná výběžky tvrdých hornin v hluboké soutěsce dlouhé 26 km. Je to levý přítok Zambezi.

## Vodní režim
Maximální průtok má v létě v období dešťů.

## Využití
Ve střední části povodí se nachází národní park Kafue. Vodní doprava je možná do vzdálenosti 240 km od ústí.